# Dissotrocha kostei
Dissotrocha kostei är en hjuldjursart som beskrevs av Segers 2007. Dissotrocha kostei ingår i släktet Dissotrocha och familjen Philodinidae. Inga underarter finns listade i Catalogue of Life.